# Jardins de Devonian

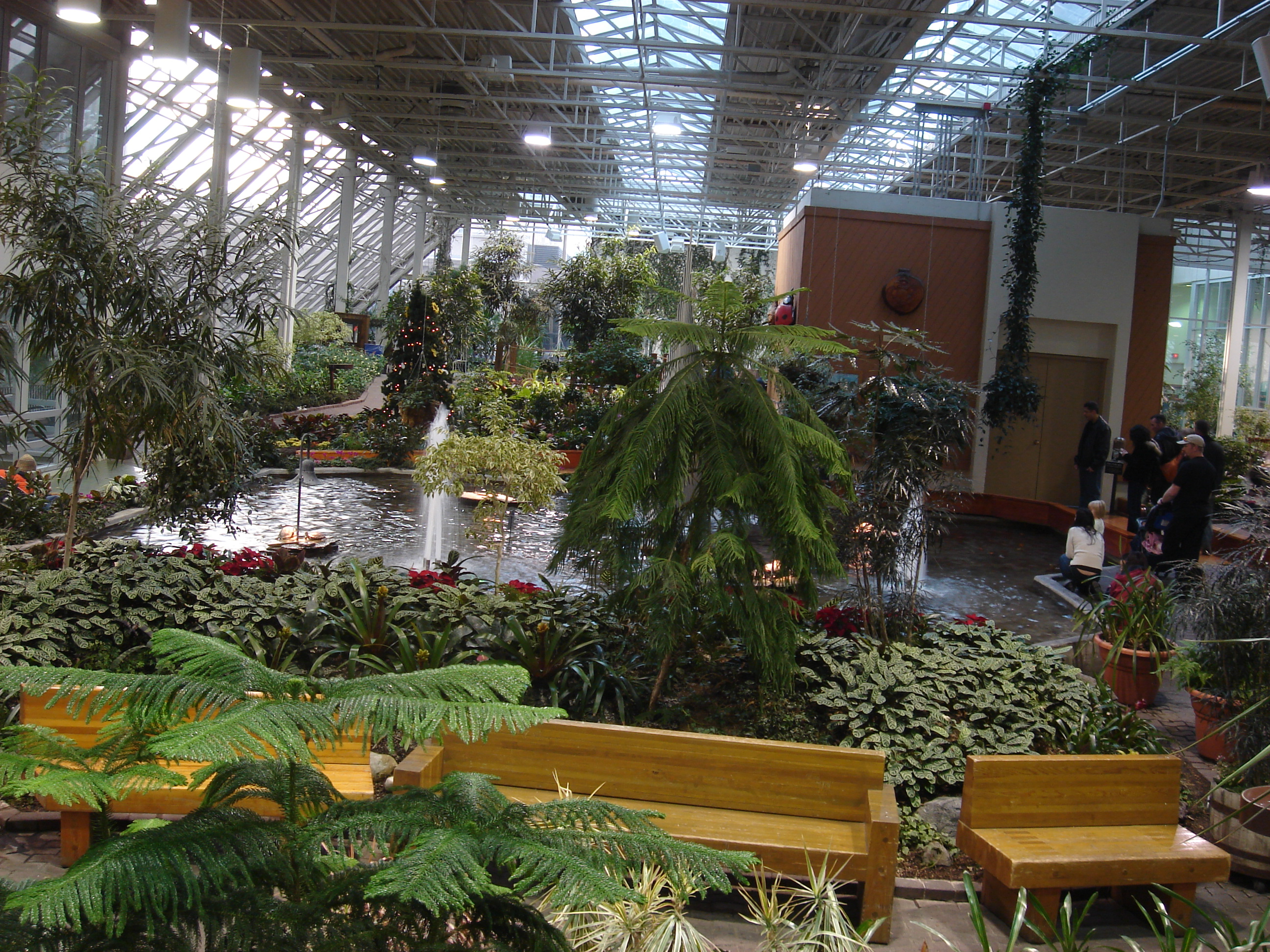
Jardins de Devonian.

O Devonian Gardens, ou, em português, Jardins de Devonian, são um grande parque interior urbano em Calgary, Alberta, Canadá. O parque interior cobre 2.5 acres de área, com temperatura controlada, localizada em três andares do centro comercial TD Square na baixa de Calgary, perto da Stephen Avenue.
O jardim contém mais de 20.000 plantas, representando 135 espécies tropicais e espécies locais, decorado com cascatas, fontes, pontes e piscinas de koi e tartarugas.
Certas secções do parque foram nomeadas com nomes como "Jardim Silencioso", "Jardim do Sol", ou "Lagoa Reflectora". Várias esculturas preenchem o parque, mostrando uma exposição permanente da arte local.

## Galeria

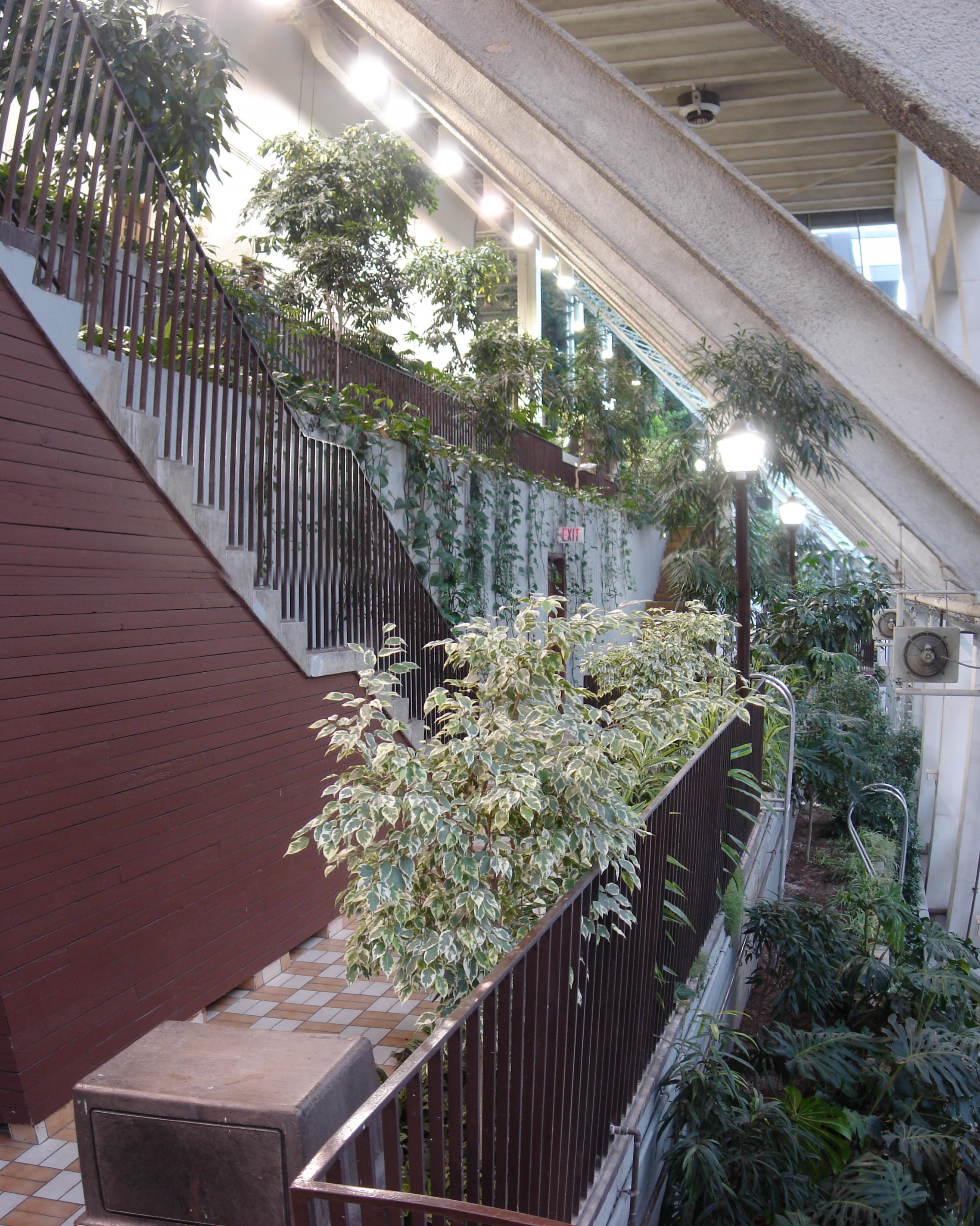
"Jardins Pendurados".
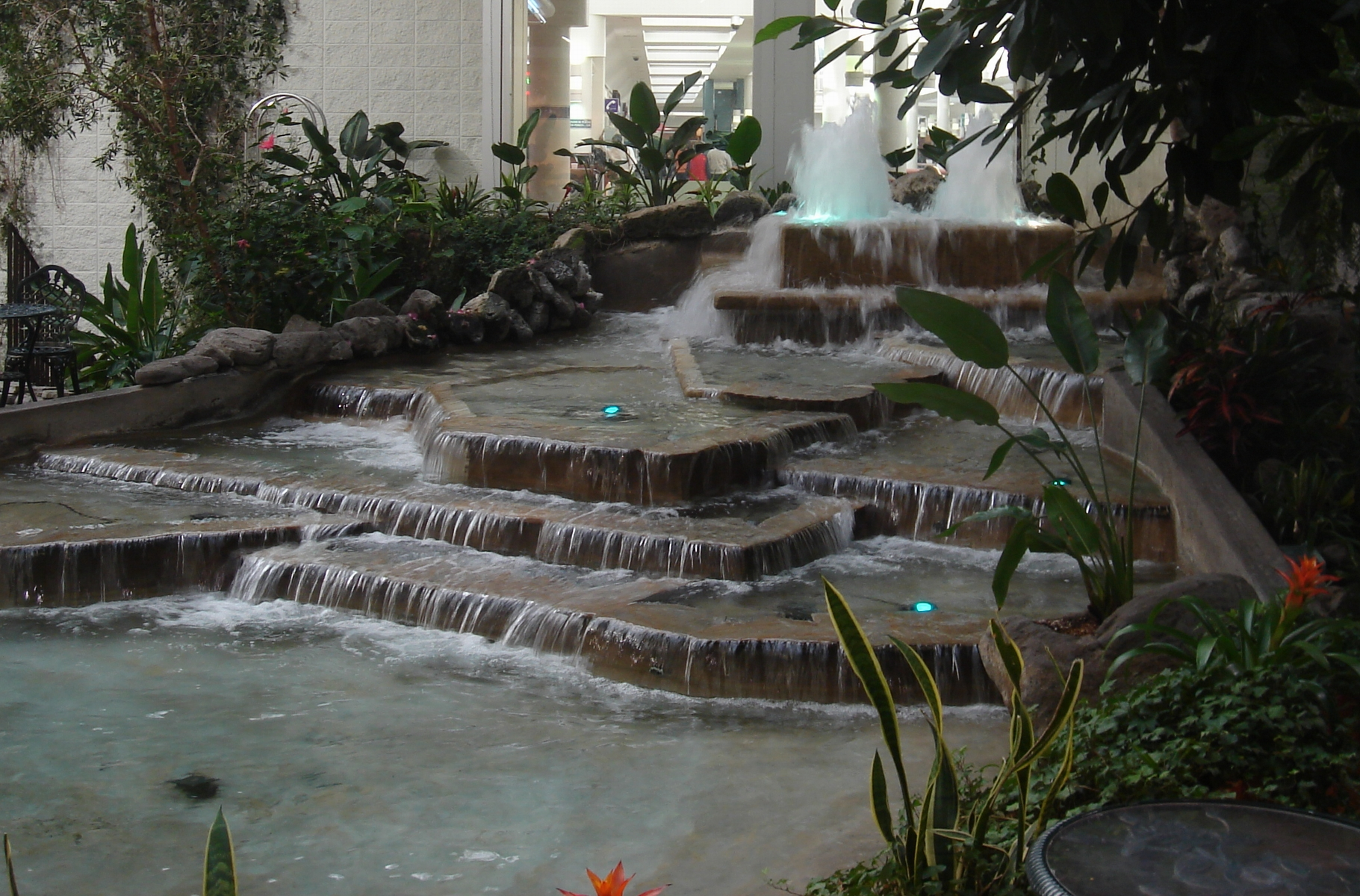
Cascata no jardim.